# 框架结构

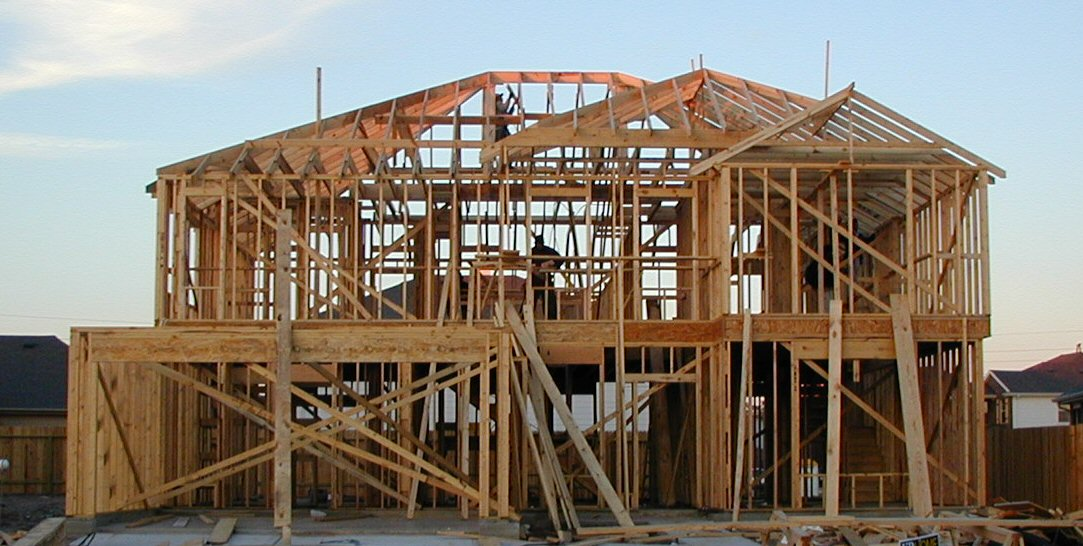
木框架房屋

框架结构是建筑的一种基本结构，是将梁、柱连接在一起形成的结构性支撑物。材料可以是木材、石材、混凝土或钢筋等，施工需要因地制宜选择合适的类型和材料。

## 特点
框架结构通过樑、柱连接构筑。合理的框架结构不仅能解决多层建筑逐层变化的应力，也可以节约建筑空间。

## 类型
在高层建筑建造中，“钢框架-混凝土核心筒结构”适用于土质较好的情况，反之则可以使用“钢框架-中心支撑结构”。
小高层住宅建筑中，框架结构、框架剪力墙结构和剪力墙结构是常见的结构类型。
木框架也是一种常见的框架结构，不但应用于中国传统建筑，在现代世界其他国家也十分常见，存在建造方便、空间灵活、适应环境等优点。